# نویتراوبلینگ
شهر نویتراوبلینگ (به آلمانی: Neutraubling) در ایالت بایرن در کشور آلمان واقع شده‌است.